# Stedocys leopoldi
Espèce
Synonymes
- Scytodes leopoldi Giltay, 1935

Stedocys leopoldi est une espèce d'araignées aranéomorphes de la famille des Scytodidae.

## Distribution
Cette espèce se rencontre en Thaïlande et en Malaisie péninsulaire,.

## Description
Le mâle décrit par Labarque, Grismado, Ramírez, Yan et Griswold en 2009 mesure 12,12 mm et la femelle 13,74 mm.

## Étymologie
Cette espèce est nommée en l'honneur de Léopold de Belgique.

## Publication originale
- Giltay, 1935 : Liste des arachnides d'Extrême-Orient et des Indes orientales recueillis, en 1932, par S. A. R. le Prince Léopold de Belgique. Bulletin du Musée royal d'histoire naturelle de Belgique, vol. 11, no 20, p. 1-15.